# 19 juillet en sport
19 juin 19 août
Chronologies thématiques
- Croisades
- Ferroviaires
- Disney

Le 19 juillet est le 200e jour de l'année (201e en cas d'année bissextile) du calendrier grégorien.

## Événements

### XIXesiècle
- 1825 :
  - (Boxe) : à Warwick, le boxeur anglais Jem Ward devient champion d'Angleterre en battant Tom Cannon en 10 rounds.
- 1867 :
  - (Aviron) : régate universitaire entre Harvard et Yale. Harvard s'impose[1].
- 1877 :
  - (Tennis) : finale de la première édition du Tournoi de Wimbledon devant 200 spectateurs. Le Britannique Spencer Gore s’impose en simple hommes (24 participants). À l’occasion de ce tournoi, les règles du sphairistike de Wingfield sont modifiées par les organisateurs qui deviennent, de fait, et pendant une décennie, la seule autorité en matière de tennis.
- 1884 :
  - (Tennis) : en finale du simple dames du Tournoi de Wimbledon, la Britannique Maud Watson s'impose, dans le simple messieurs, c'est le Britannique William Renshaw qui gagne puis associé à son jumeau Ernest, ils remportent le double messieurs.
- 1896 :
  - (Athlétisme) : départ du premier marathon de Paris, remporté par le Britannique Len Hurst

### XXesièclede1901à1950
- 1903 :
  - (Cyclisme) : Maurice Garin remporte le tout premier Tour de France en restant leader du classement général du début à la fin de l’épreuve. 60 partants et 21 cyclistes classés à l’arrivée de première grande boucle. Garin devance au classement général Lucien Pothier de près de trois heures et Fernand Augereau de près de 4 heures et demie.
- 1907 :
  - (Football) : à Winnipeg, les Calgary Caledonians battent les Winnipeg Brittanias 1-0 lors de la finale de la première édition du People's Shield.
- 1908 :
  - (Football) : création du club de football néerlandais Feyenoord par des ouvriers du port de Rotterdam sous le nom de Wilhelmina.
  - (Natation) : fondation à Londres de la Fédération internationale de natation
- 1919 :
  - (Cyclisme) : au départ de la 11e étape du Tour de France (Grenoble), Eugène Christophe est revêtu du tout premier maillot jaune de l'histoire, sur une idée d'Henri Desgrange qui souhaitait distinguer plus facilement et honorer le leader du classement général.
- 1925 :
  - (Football) : création du club de football italien Ternana Calcio sous le nom de SS Ternana Terni
- 1931 :
  - (Sport automobile) : Grand Prix automobile d'Allemagne.

### XXesièclede1951à2000
- 1952 :
  - (Cyclisme) : l’Italien Fausto Coppi remporte le Tour de France devant le Belge Constant Ockers et l’Espagnol Bernardo Ruiz.
  - (Sport automobile) : Grand Prix automobile de Grande-Bretagne.
- 1958 :
  - (Formule 1) : Grand Prix automobile de Grande-Bretagne.
- 1969 :
  - (Formule 1) : Grand Prix automobile de Grande-Bretagne.
- 1975 :
  - (Formule 1) : Grand Prix automobile de Grande-Bretagne.
- 1981 :
  - (Sumo) : après sa nouvelle victoire au Tournoi de Nagoya, le sumotori japonais Mitsugu Chiyonofuji (千代の富士貢) est promu yokozuna. Il devient le 58e lutteur à obtenir le titre suprême dans l'histoire de ce sport.
- 1996 :
  - (Jeux olympiques d'été) : cérémonie d'ouverture des Jeux olympiques d'été de 1996 se tenant à Atlanta aux États-Unis.

### XXIesiècle
- 2002 :
  - (Football) : le Fenerbahçe fête sa première journée mondiale des supporters du Fenerbahçe dans le monde entier.
- 2015 :
  - (Cyclisme sur route /Tour de France) : dans la 15e étape du Tour de France, victoire d'André Greipel. Au général Christopher Froome conserve le maillot jaune.
  - (Escrime /Championnats du monde) : dans l'épreuve du fleuret, les équipes d'Italie chez les hommes et chez les femmes remportent le titre de champion du monde.
  - (Beach soccer /Coupe du monde) : pour la deuxième fois de son histoire, le Portugal remporte - chez lui - la Coupe du monde de beach soccer. En finale, il dispose de Tahiti (5-3).
  - (Tennis /Coupe Davis) : les équipes de Grande-Bretagne, d'Australie, d'Argentine et de Belgique se sont qualifiées pour les demi-finales de la Coupe Davis.
  - (Volley-ball /Ligue mondiale) : L’équipe de France remporte à Rio au Brésil, la finale de la Ligue mondiale face à la Serbie. Et ce en trois sets secs (25-19 25-21 25-23).
- 2017 :
  - (Cyclisme sur route /Tour de France) : sur la 17e étape du Tour de France 2017 qui relie La Mure à Serre Chevalier, victoire du Slovène Primož Roglič qui devance le Colombien Rigoberto Urán et le Britannique Christopher Froome qui conserve le maillot jaune.
  - (Escrime /Championnats du monde) : début de la 65e édition des Championnats du monde d'escrime qui se déroule à Leipzig en Allemagne jusqu'au 26 juillet 2017.
  - (Natation /Championnats du monde) : sur la 5e journée des Championnats du monde de natation, victoire de l'Américaine Ashley Twichell du 10 km en eau libre, puis en natation synchronisée, sur le solo libre, victoire de la Russe Svetlana Kolesnichenko. En Plongeon à 10 m, victoire de la Malaisienne Jun-Hoong Cheong.
  - (Pentathlon moderne /Championnats d'Europe) : sur le relais masculin des Championnats d'Europe de pentathlon moderne, victoire des Tchèques Martin Bilko et Ondřej Polívka.
- 2019 :
  - (Cyclisme sur route /Tour de France) : sur la 13e étape du Tour qui se déroule autour de Pau, avec un contre-la-montre individuel de 27 kilomètres, victoire du Français Julian Alaphilippe qui conforte son maillot jaune.
  - (Football /CAN) : en finale de la Coupe d'Afrique des nations qui se déroule au Stade international du Caire en Égypte, victoire de l'Algérie qui s'impose 1-0 face au Sénégal.
- 2023 :
  - (Cyclisme sur route /Tour de France) : sur la 17e étape du Tour de France qui se déroule entre Saint-Gervais-les-Bains et Courchevel, sur une distance de 165,7 kilomètres, victoire de l'Autrichien Felix Gall. Le Danois Jonas Vingegaard qui conserve son maillot jaune.
- 2024 :
  - (Cyclisme sur route /Tour de France) : sur la 19e étape du Tour de France qui se déroule entre Embrun (Hautes-Alpes) et Isola 2000 (Alpes-Maritimes), sur une distance de 144,6 kilomètres[2], victoire du slovène Tadej Pogačar, porteur du Maillot jaune qui conforte son avance[3].

## Naissances

### XIXesiècle
- 1850 :
  - Cuthbert Ottaway, footballeur anglais. (2 sélections en équipe nationale). († 2 avril 1878).
- 1869 :
  - William Gosling, footballeur anglais. Champion olympique aux Jeux de Paris 1900. (1 sélection en équipe nationale). († 2 octobre 1952).
- 1873 :
  - Harry Davis, joueur de baseball américain. († 11 août 1947).
- 1875 :
  - Herbert Jamison, athlète de sprint américain. Médaillé d'argent du 400 m aux Jeux d'Athènes 1896. († 22 novembre 1938).
- 1886 :
  - Rudolf Degermark, gymnaste et homme d'affaires suédois. Champion olympique du concours par équipes aux Jeux de Londres 1908. († 21 mai 1960).
- 1892 :
  - Dick Irvin, hockeyeur sur glace puis entraîneur canadien. († 15 mai 1957).
- 1896 :
  - Bob Meusel, joueur de baseball américain. († 28 novembre 1977).

### XXesièclede1901à1950
- 1914 :
  - Camille Teissonnier, footballeur français. († ?).
- 1920 :
  - Émile Idée, cycliste sur route français. († 30 décembre 2024).
- 1923 :
  - Alex Hannum, basketteur puis entraîneur américain. († 18 janvier 2002).
- 1924 :
  - Antoine Cuissard, footballeur puis entraîneur français. (27 sélections en équipe de France). († 3 novembre 1997).
- 1928 :
  - László Budai, footballeur hongrois. Champion olympique aux Jeux d'Helsinki 1952. (39 sélections en équipe nationale). († 2 juillet 1983).
- 1929 :
  - Jean Malléjac, cycliste sur route français. († 24 septembre 2000).
- 1931 :
  - Charlie Hoag, basketteur américain. Champion olympique aux Jeux d'Helsinki 1952. (7 sélections en équipe nationale). († 8 mars 2012).
- 1933 :
  - Louis Blanc, joueur de rugby à XV français. († 17 décembre 2018).
- 1941 :
  - André Dehertoghe, athlète de demi-fond belge. († 25 août 2016).
- 1946 :
  - Ilie Năstase, joueur de tennis roumain. Vainqueur de l'US Open 1972, de Roland Garros 1973, et des Masters 1971, 1972, 1973 et 1975.
- 1947 :
  - Hans-Jürgen Kreische, footballeur est-allemand puis allemand. Médaillé de bronze aux Jeux de Munich 1972. (50 sélections avec l'équipe de RDA).
- 1948 :
  - Atílio Ancheta, footballeur uruguayen. Vainqueur de la Copa Libertadores 1971. (20 sélections en équipe nationale).

### XXesièclede1951à2000
- 1953 :
  - René Houseman, footballeur argentin. Champion du monde football 1978. Vainqueur de la Copa Libertadores 1984. (55 sélections en équipe nationale).
- 1954 :
  - Alvan Adams, basketteur américain.
- 1955 :
  - Kym Ruddell, joueuse de tennis australienne.
- 1959 :
  - Laurent Biondi, cycliste sur route et sur piste français. Champion du monde de cyclisme sur piste à la course aux points 1990
- 1960 :
  - Renan Dal Zotto, volleyeur brésilien. Médaillé d'argent aux Jeux de Los Angeles 1984. Vainqueur de la Coupe des coupes 1990, du Challenge Cup 1992, de la Coupe des champions de volley-ball 1993.
- 1961 :
  - Maria Filatova, gymnaste artistique soviétique puis russe. Championne olympique du concours général par équipes aux Jeux de Montréal 1976 puis championne olympique du concours général par équipes et médaillée de bronze des barres asymétriques aux Jeux de Moscou 1980. Championne du monde de gymnastique artistique du concours général par équipes 1978 et 1981. Championne d'Europe de gymnastique artistique féminine du sol 1977.
  - Bruno Jourdren, skipper français. Médaillé d'argent aux Jeux paralympiques de 2008. Vainqueur de la Transat AG2R en 1998.
  - Frédéric Perez, handballeur puis entraîneur français. Médaillé de bronze aux Jeux de Barcelone 1992. (138 sélections en équipe de France).
- 1962 :
  - Paul Bracewell, footballeur anglais. Vainqueur de la Coupe des vainqueurs de coupe 1985. (3 sélections en équipe nationale).
- 1963 :
  - Patrice Ferri, footballeur puis consultant TV français.
- 1964 :
  - Teresa Edwards, basketteuse puis entraîneuse américaine. Championne olympique aux Jeux de Los Angeles 1984, aux Jeux de Séoul 1988, aux Jeux d'Atlanta 1996 et aux Jeux de Sydney 2000. Médaillée de bronze aux Jeux de Barcelone 1992. Championne du monde de basket-ball 1986 et 1990. Victorieuse de l'Euroligue féminine 2002 et 2004.
  - Masahiko Kondō, pilote de courses automobile puis chanteur japonais.
- 1966 :
  - Pierre Hontas, joueur de rugby à XV français. Vainqueur du Tournoi des cinq nations 1993. (9 sélections en équipe de France).
  - David Segui, joueur de baseball américain.
- 1967 :
  - Christian Bergström, joueur de tennis suédois.
  - Carles Busquets, footballeur puis entraîneur espagnol. Vainqueur de la Coupe des clubs champions 1992 puis de la Coupe d'Europe des vainqueurs de coupe 1997.
- 1968 :
  - LeRoy Butler, joueur de foot U.S. américain.
  - Pavel Kuka, footballeur tchèque. (87 sélections en équipe nationale).
- 1969 :
  - Alain Penaud, joueur de rugby à XV français. Vainqueur du Grand Chelem 1997, du Tournoi des cinq nations 1993, de la Coupe d'Europe de rugby à XV 1997. (32 sélections en équipe de France).
- 1971 :
  - Vitali Klitchko, boxeur ukrainien. Champion du monde de boxe poids lourds 3 reprises.
- 1972 :
  - Tully Bevilaqua, basketteuse australienne. Médaillée d'argent aux Jeux de Pékin de 2008. Championne du monde de basket-ball 2006.
  - Ebbe Sand, footballeur danois. (66 sélections en équipe nationale de football).
  - Viliame Satala, joueur de rugby à XV fidjien. (29 sélections en équipe nationale).
- 1974 :
  - Magname Koïta, joueur de rugby à XV sénégalais. (89 sélections en équipe nationale).
  - Malcolm O'Kelly, joueur de rugby à XV irlandais. (89 sélections en équipe nationale).
  - Vincent Spadea, joueur de tennis américain.
- 1977 :
  - Jean-Sébastien Aubin, hockeyeur sur glace canadien.
- 1978 :
  - Jonathan Zebina, footballeur français. (1 sélection en équipe de France).
- 1979 :
  - Josué, footballeur brésilien. Vainqueur de la Copa América 2007, de la Copa Libertadores 2005. (28 sélections en équipe nationale).
  - Zvonimir Vukić, footballeur serbe. (26 sélections en équipe nationale).
  - Luke Young, footballeur anglais. (7 sélections en équipe nationale).
- 1980 :
  - Xavier Malisse, joueur de tennis belge.
  - Giorgio Mondini, pilote de course automobile suisse.
- 1981 :
  - Luis Nenê, footballeur hispano-brésilien.
- 1982 :
  - Stuart Parnaby, footballeur anglais.
- 1984 :
  - Laurent Didier, cycliste sur route luxembourgeois.
  - Rémi Garsau, poloïste français. (90 sélections en équipe de France).
  - Diana Mocanu, nageuse roumaine. Championne olympique du 100 et 200 m dos aux Jeux de Sydney 2000. Championne du monde de natation du 200 m dos 2001.
  - Ryan O'Byrne, hockeyeur sur glace canadien.
  - Benn Robinson, joueur de rugby à XV australien. (72 sélections en équipe nationale).
  - Aleksandr Samedov, footballeur russe. (40 sélections en équipe nationale).
- 1985 :
  - LaMarcus Aldridge, basketteur américain.
  - Ekene Ibekwe, basketteur américano-nigérian.
  - Alan Wiggins, basketteur américain.
- 1986 :
  - Charles Lombahe-Kahudi, basketteur franco-congolais. Médaillé de bronze au mondial de basket 2014. Médaillé d'argent à L'Euro de basket 2011, champion d'Europe de basket-ball 2013 et médaillé de bronze à l'Euro de basket 2015. (123 sélections en équipe de France).
  - Laurent Pichon, cycliste sur route français.
  - Xavi Molina, footballeur espagnol.
  - Steffen Weinhold, handballeur allemand. Médaillée de bronze aux Jeux de Rio 2016. Champion d'Europe masculin de handball 2016. Vainqueur de la Coupe de l'EHF masculine 2008 et de la Ligue des champions masculine de l'EHF 2014. (108 sélections en équipe nationale).
- 1988 :
  - Alexandre Oukidja, footballeur franco-algérien. Champion d'Afrique de football 2019. (1 sélection avec l'équipe d'Algérie).
- 1989 :
  - Neto, footballeur brésilien. (1 sélection en équipe nationale).
- 1990 :
  - Aron Pálmarsson, handballeur islandais. Vainqueur des Ligue des champions 2010, 2012 et 2021. (149 sélections en équipe nationale).
- 1991 :
  - Salim Ben Boina, footballeur franco-comorien. (20 sélections avec l'équipe des Comores).
  - Nathalie Hagman, handballeuse suédoise. Victorieuse de la Coupe EHF de handball féminin 2015 et 2021 ainsi que de la Coupe d'Europe des vainqueurs de coupe de handball féminin 2016. (199 sélections en équipe nationale).
  - Alexander Majorov, patineur artistique individuel suédois.
  - Jean Michaël Seri, footballeur ivoirien. Champion d'Afrique des nations de football 2023. (58 sélections en équipe nationale).
- 1993 :
  - Bjorn Fratangelo, joueur de tennis américain.
  - Azeddine Habz, athlète de demi-fond franco-marocain.
  - Meike Schmelzer, handballeuse allemande. (100 sélections en équipe nationale).
- 1994 :
  - Michael Frey, footballeur suisse. (1 sélection en équipe nationale).
- 1995 :
  - Manuel Akanji, footballeur helvético-nigérian. Vainqueur de la Ligue des champions 2023. (65 sélections avec l'équipe de Suisse).
  - Jannik Kohlbacher, handballeur allemand. Champion d'Europe masculin de handball 2016. (111 sélections en équipe nationale).
  - Maria Paseka, gymnaste russe. Médaillée d'argent du concours général par équipes et de bronze du saut de cheval aux Jeux de Londres 2012 puis  d'argent du concours général par équipes et du saut de cheval aux Jeux de Rio 2016. Championne du monde de gymnastique artistique du saut de cheval 2015 et 2017. Championne d'Europe de gymnastique artistique du saut de cheval 2015 et 2019.
- 1996 :
  - Emerick Setiano, joueur de rugby à XV français. (6 sélections en équipe de France).
  - Nathaël Julan, footballeur français. († 3 janvier 2020).
- 1997 :
  - Zachary Werenski, hockeyeur sur glace américain.
- 1999 :
  - Matis Louvel, cycliste sur route français.
  - Tomasz Makowski, footballeur polonais.
- 2000 :
  - Franco Fagúndez, footballeur uruguayen.

### XXIesiècle
- 2003 :
  - Clemens Riedel, footballeur allemand.
- 2006 :
  - Dani Muñoz, footballeur espagnol.

## Décès

### XXesièclede1901à1950
- 1931 :
  - Edward Hagarty Parry, 76 ans, footballeur anglais. (3 sélections en équipe nationale). (° 24 avril 1855).
- 1936 :
  - Marcel Lehoux, 47 ans, pilote de courses automobile français. (° 3 avril 1889).
- 1941 :
  - Meo Costantini, 52 ans, pilote de courses automobile et aviateur italien. (° 14 février 1889).
  - Wilhelm Leichum, 30 ans, athlète de sprint et de sauts en longueur allemand. Médaillé de bronze du relais 4 × 100 m aux Jeux de Berlin 1936. Champion d'Europe d'athlétisme de la longueur 1934 et 1938. (° 12 mai 1911).
- 1944 :
  - Shigeo Arai, 27 ans, nageur japonais. Champion olympique du 4 × 200 m nage libre et médaillé de bronze sur 100 m nage libre aux Jeux de Berlin 1936. (° 8 août 1916).
- 1950 :
  - Arthur Newton, 77 ans, athlète de fond américain. Champion olympique du 4miles et médaillé de bronze du marathon et du 3 000m steeple aux Jeux de Saint-Louis 1904. (° 31 janvier 1883).

### XXesièclede1951à2000
- 1958 :
  - Marysette Agnel, 29 ans, skieuse alpine française. (° 28 août 1928).
- 1959 :
  - Imre Schlosser-Lakatos, 69 ans, footballeur hongrois. (68 sélections en équipe nationale). (° 11 octobre 1889).
- 1969 :
  - Carl Jörns, 93 ans, cycliste sur route et pilote de courses automobile allemand. (° 11 décembre 1875).
- 1970 :
  - Henri Lauvaux, 69 ans, athlète de fond français. Médaillé de bronze du cross-country par équipes aux Jeux de Paris 1924. (° 9 octobre 1900).
- 1983 :
  - Alexia Bryn, 94 ans, patineuse artistique de couple norvégienne. Médaillée d'argent en couple aux Jeux d'Anvers 1920. (° 24 mars 1889).
- 1986 :
  - Alfredo Binda, 83 ans, cycliste sur route italien. Champion du monde de cyclisme sur route 1927, 1930 et 1932. Vainqueur des Tours d'Italie 1925, 1927, 1928, 1929 et 1933, des Tours de Lombardie 1925, 1926, 1927 et 1931, des Milan-San Remo 1929 et 1931. (° 11 août 1902).
- 1995 :
  - René Privat, 83 ans, cycliste sur route français. Vainqueur de Milan-San Remo 1960. (° 4 décembre 1930).

### XXIesiècle
- 2003 :
  - Jacques Collot, 80 ans, pilote de vitesse moto puis spéléologue français. (° 9 avril 1923).
- 2004 :
  - Carvalho Leite, 92 ans, footballeur brésilien.  (25 sélections en équipe nationale). (° 25 juin 1912).
- 2005 :
  - Lucien Lazaridès, 82 ans, cycliste sur route français. (° 30 décembre 1922).
- 2009 :
  - Henry Surtees, 18 ans, pilote de courses automobile britannique. (° 18 février 1991).
- 2011 :
  - Pierre Jonquères d'Oriola, 91 ans, cavalier de sauts d'obstacles français. Champion olympique de saut d'obstacles individuel aux Jeux d'Helsinki 1952 puis champion olympique de saut d'obstacles individuel et médaillé d'argent par équipe aux Jeux de Tokyo 1964 et médaillé d'argent de saut d'obstacles par équipe aux Jeux de Mexico 1968. Champion du monde de saut d'obstacles individuel 1966. (° 1er février 1920).
- 2013 :
  - Bert Trautmann, 89 ans, footballeur puis entraîneur allemand. Sélectionneur de l'équipe de Birmanie de 1972 à 1974, de l'équipe de Tanzanie en 1975, de l'équipe du Liberia  de 1978 à 1980, de l'équipe du Pakistan de 1980 à 1983 puis de l'équipe du Yémen de 1984 à 1988. (° 22 octobre 1923).
- 2015 :
  - Galina Prozoumenchtchikova, 66 ans, nageuse soviétique puis russe. Championne olympique du 200 m brasse aux Jeux de Tokyo 1964, médaillée d'argent sur 100 m brasse et de bronze sur 200 m brasse aux Jeux de 1968 à Mexico puis médaillée d'argent du 100 m brasse et de bronze du 200 m brasse aux Jeux de Munich 1972. Championne d'Europe de natation du 200 m brasse 1966 puis championne d'Europe de natation du 100 et 200 m 1970. (° 26 novembre 1948).
- 2019 :
  - Enrico Scacchia boxeur professionnel suisse (° 27 avril 1963).